# Natural Woman (Live in Rome)
Natural Woman (Live in Rome) è un album registrato dal vivo di Giorgia, registrato in versione acustica al classico di Roma nel 1993. L'album, messo in commercio per il mercato non italiano e pubblicato anche in Giappone, contiene alcuni brani di musica pop, rock, soul e R&B amati dalla cantautrice romana, che vanno dagli anni sessanta in poi.
Prodotto da Marco Rinalduzzi e Massimo Calabrese, con la produzione esecutiva di Ben Sidran (produttore di Diana Ross), nel 1993, Natural Woman (Live in Rome), assieme a One More Go Round, esce per l'etichetta Go Jazz dopo essere stato registrato dal vivo al Classico di Roma; entrambi i dischi verranno poi ristampati nel 1995 dalla Flying Records, dopo il successo di Giorgia, in un'ulteriore versione, come doppio cd.

## Il disco
Questo CD non compare solitamente nella discografia ufficiale di Giorgia, ma nel 1995 venne messo in commercio anche in una confezione speciale (doppia) intitolata I primi anni, contenente un secondo lavoro One More Go Round.
In questa esibizione Giorgia è accompagnata da: Marco Rinalduzzi: guitars & voice, Massimo Calabrese: electric bass & voice, Alberto Bartoli: drums & percussion e in alcuni brani, ai cori, dai "D'Altro Canto".
Notevoli le interpretazioni di A Natural Woman e Chain of Fools di Aretha Franklin, brani che ancora oggi Giorgia propone nel corso dei suoi concerti.

## Tracce
1. Taking It to the Streets
2. Ain't No Sunshine
3. Chain of Fools
4. A Natural Woman
5. Love of My Life
6. You Don't Know What Love Is
7. The Wind Cries Mary
8. Man in the Mirror
9. Bridge over Troubled Water

## Formazione
- Giorgia – voce
- Marco Rinalduzzi – chitarra, cori
- Massimo Calabrese – basso, cori
- Alberto Bartoli – batteria, percussioni